# Kindbettfieber
Das Kindbettfieber ist eine Infektionskrankheit, die nach einer Entbindung während des Wochenbettes oder nach einer Fehlgeburt auftreten kann, insbesondere auch im Falle einer unvollständigen Nachgeburt, und durch eine vom Beckenbereich ausgehende Gebärmutter- oder Bauchfellentzündung eine lebensbedrohliche Sepsis darstellt. Andere Bezeichnungen sind Wochenbettfieber und Puerperalfieber.

## Erreger
Erreger dieser Infektion können Staphylokokken, Streptokokken, Escherichia coli, Neisseria gonorrhoeae und diverse Anaerobier sein. Sie dringen durch die große Wundfläche in der Gebärmutter, die durch Ablösung der Plazenta entstanden ist, in den Körper und die Blutbahn ein. Der Muttermund ist in den Tagen nach der Geburt noch klaffend geöffnet, so dass eine direkte Verbindung zwischen der Gebärmutter und der Scheide besteht. Auch bei guten hygienischen Bedingungen können Keime so leicht in die Gebärmutter aufsteigen. Sie finden dort eine warme, nährstoffreiche Umgebung vor, in der sie sich stark vermehren. Normalerweise werden die Bakterien über den Wochenfluss hinaustransportiert. Sind die Nachwehen und der Wochenfluss jedoch schwach, kann es zur Infektion kommen.

## Symptome
Die Erkrankung äußert sich durch erhöhte Temperatur oder Fieber, Druckschmerzen im Unterleib, übelriechenden Wochenfluss und eventuell Blutungen. Eine Verschlechterung macht sich durch Abwehrspannung im gesamten Unterbauch, Übelkeit und Erbrechen sowie Schocksymptome, wie Unruhe, starke Puls- und Atembeschleunigung und Blutdruckabfall, bemerkbar.
Die Folgen sind Entzündungen des Bauchfells, der Gebärmutterschleimhaut und weiterer Organe, die mit starken Fieberanfällen einhergehen und ohne wirksame Behandlung in den meisten Fällen innerhalb einiger Tage bis wenigen Wochen bis zu Sepsis („Blutvergiftung“) und zum Tod führen.
Der oft sehr schmerzhaften Entzündung der Gebärmutter wird auf zweierlei Weise begegnet. Gegen die Bakterien werden Antibiotika verordnet, die Rückbildung der Gebärmutter wird mit dem Mutterkornalkaloid Methylergometrin unterstützt. Die Infektion heilt meist folgenlos aus. Die Häufigkeit des Kindbettfiebers ist durch die besseren hygienischen Verhältnisse gegenüber früheren Zeiten deutlich gesenkt worden.

## Meldepflicht
Puerperalfieber ist in Österreich gemäß § 1 Abs. 1 Nummer 1 Epidemiegesetz 1950 bei Verdacht, Erkrankung und Tod anzeigepflichtig. Zur Anzeige verpflichtet sind unter anderen Ärzte und Labore (§ 3 Epidemiegesetz 1950).

## Geschichte
Bis in das 19. Jahrhundert war das Kindbettfieber eine der Hauptursachen für die hohe Wöchnerinnensterblichkeit. Zusätzlich verschärft wurde die Situation, als in den Krankenhäusern der europäischen Großstädte Gebäranstalten gegründet wurden (zum Beispiel im Hôtel-Dieu in Paris, woher ab 1788 die ersten Berichte über diese Krankheit stammen) und auch Ärzte in der Geburtshilfe tätig wurden. Vor allem die Ärzte kamen in Berührung mit anderen Kranken und Leichen; da die Notwendigkeit einer wirksamen Desinfektion unbekannt war, verschleppten sie an ihren Händen und Instrumenten Keime in die Geburtswege der Frauen. In manchen Anstalten starben zeitweise zwei Drittel aller Wöchnerinnen durch diese iatrogene Infektion. Für die Epidemiologie insgesamt betrachtet hatte dies allerdings nur marginale Bedeutung, da die weitaus meisten Frauen weiterhin außerhalb der Krankenhäuser bzw. Entbindungsanstalten entbanden.
Im Jahre 1843 wurde von Oliver Wendell Holmes die These vorgebracht, dass auch Ärzte die Krankheit übertragen würden. Vier Jahre später konnte Ignaz Semmelweis dann zeigen, dass die schlechten hygienischen Zustände in den Krankenhäusern sowie mangelhafte Sauberkeit und Desinfektion der Ärzte der Grund für die besonders hohe Ausbreitung der Krankheit in Gebäranstalten waren. Semmelweis untersuchte Mitte der 1840er Jahre, warum am Wiener Allgemeinen Krankenhaus in der ersten geburtshilflichen Station zehnmal so viele Frauen am Kindbettfieber starben wie in der zweiten Station. Durch ein Ausschlussverfahren gelangte er zur Erkenntnis:

„Die unbekannte Ursache, welche so entsetzliche Verheerungen anrichtete, war demnach in den an der Hand klebenden Cadavertheilen der Untersuchenden an der ersten Gebärklinik gefunden.“

Jedoch setzte sich diese bahnbrechende Erkenntnis zu seinen Lebzeiten nicht durch und  selbst Koryphäen wie Rudolf Virchow (1821–1902) stritten über Jahrzehnte die Zusammenhänge ab. So ist noch in einem naturheilkundlichen Lehrbuch von 1896 von bereits im Körper der Frau vorhandenen „Fremdstoffen“ die Rede, die durch den Geburtsvorgang zu „gären“ beginnen. Der Autor lässt es hier aber offen, von wo, wodurch oder von wem diese „Fremdstoffe“ in den Körper der Mütter gelangt waren. Um 1875 wandte Johann Jacob Bischoff in Basel in seiner geburtshilflichen Klinik zur Verhütung des Kindbettfiebers strikt die Grundsätze der Antisepsis an. 1892 hatte Albert Döderlein grundlegende bakteriologische Arbeiten über das Scheidensekret in seiner Bedeutung für die Entstehung des Kindbettfiebers geschaffen.

## Mythologie
Im alten Mesopotamien galt Lilith als Dämon des Kindbettfiebers.